# Dave Kerman
Dave Kerman (nacido el 24 de agosto de 1959) es un baterista y compositor estadounidense de avant-progressive rock, más conocido como fundador e integrante del grupo avant-progressive 5uu's. Es también miembro de la banda de rock progresivo belga Present y de la banda avant-progressive israelí Ahvak. Kerman ha integrado en Estados Unidos las bandas U Totem y Thinking Plague, y la holandesa Blast. Ha colaborado con muchos músicos, incluyendo Bob Drake, Chris Cutler y Fred Frith
Vivió en Israel entre el 2000 y el 2003 y tiene tanto ciudadanía estadounidense como israelí. En el 2003 estableció RēR USA, distribuidora en América del Norte del sello independiente británico Recommended Records y del sello estadounidense and AD Hoc Records como propio en in 2006.

## Biografía
Dave Kerman nación en Torrance, California, al sur de Los Ángeles. A la edad de seis comenzó a tocar con palillos de batería y a lo snueve se presentó a una audición para percusionista en la banda escolar. A persar de fracase en la audición, el tecladista de Grateful Dead Keith Godchaux, amigo de su familia y vecino, reconoció potencial en Kerman y le sugirió a sus padres que le comprasen una batería. La primera interpretación pública fue a la edad de 10 con una banda propia con la que entró en un concurso local de talentos. Descontruyeron el tema de Led Zeppelin "Whole Lotta Love" y agregaron una sección de improvisación libre en el medio de la canción. No es necesario decir que no ganaron la competencia.
Durante la enseñanza media, Kerman formó una banda de garage con el guitarrista Greg Conway y el bajista Jon Beck. Comenzaron como una banda de covers, interpretando una mezcla de canciones de Deep Purple, King Crimson and Lynyrd Skynyrd más pronto empezaron a experimentar con ruidismo. Kerman modificó también su batería para extender sus capacidades, incluyendo agregar tubos metálicos telescopicos que cambiaban la altura de la nota hecho de un viejo extinguidor y modificando el bombo para agregarle otros sonidos. También comenzó a utilizar una variedad de objetos para golpear su batería, incluyendo utensilios de cocina, palos de golf y muñecas Barbie.
En 1976 la banda se autodenominó "Farmer Fred Genuflects to A-440" y tocó en un Festival de Greenpeace Festival en San Diego, California. A pesar de que su actuación no resultó muy bien, un oyente les halló potencial y les sugirió que escuchasen Henry Cow y Faust. Estas nuevas influencias condujeron a Kerman a iniciar la exploración de nuevas técnicas compositivas, comenzando a escribir canciones experimentales para su banda. Siendo baterista, aprendió autodidacto guitarra y teclados para componer.
Tras terminar la escuela, asistió a la California State University, Dominguez Hills dónde estudión música electrónica y contemporánea con los profesores Marshall Bialosky y David Champion. Al mismo tiempo estudió ingeniería de sonido en el Instituto Sound-Master con Brian Ingoldsby.

### 5uu's
En los 80 tempranos la banda de Kerman tocaba rock progresivo y toma el nombre de 5uu's. Comienzan a grabar su primer álbum en 1984 y continúan con cinco más, además de un EP y un simple. Hicieron giras por 39 ciudades en Europa durante  1995. 5uu's ha sido la banda principal de Kerman, por la que es más conocido. Ha compuesto la mayor parte de la música que tocan.

### Otras bandas y proyectos
En 1988 los 5uu's y otra banda de Los Ángelesm, Motor Totemists Guild se unen para formar U Totem actuando en el Festival de Art Rock de Fráncfort del Meno  en Alemania. U Totem realiza giras por Europa y Norteamérica, sacando dos álbumes, quedándose Kerman en ella hasta su separación en 1994. 
Mientras estaban en Europa de gira con U Totem en 1993, el guitarrista y compositor de la banda de rock progresivo belga Present, Roger Trigaux, solicitó a Kerman reemplazar al baterista Daniel Denis, quien los dejaba. Kerman se unió a Present y ha permanecido con la banda desde entonces, apareciendo en cuatro de sus álbumes, y haciendo giras por Europa y América del Norte con ellos.
En 1989 Bob Drake de la banda de avant-garde rock de Denver, Thinking Plague dejó esa agrupación y se mudó a Los Ángeles dónde conoció a Kerman. Éste había estado interesado en la música de ellos, y en ese año se trasladó a Denver para unirse a la banda. Permaneció con Thinking Plague por once años, tocando en vivo como ellos en NEARfest en el 2000 y aparece en tres de sus álbumes.

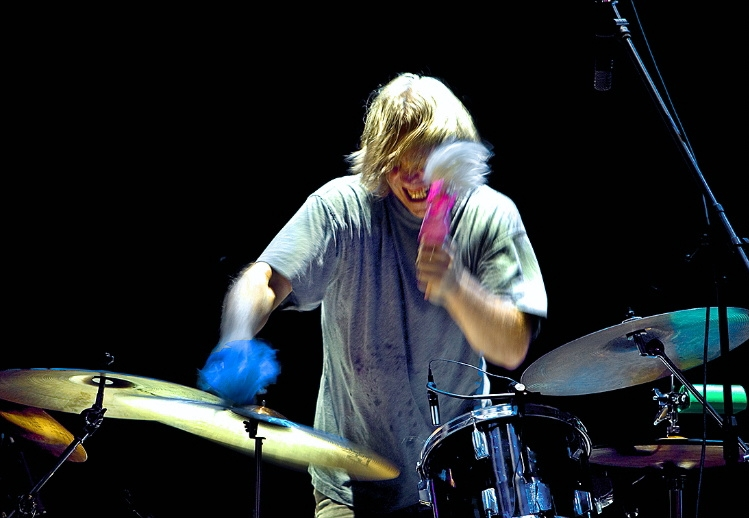
Dave Kerman y muñecas Barbie) con Present actuando en el NEARFest, julio de 2005.
(© Michael S. Eisenberg)

Al romperse U Totem en 1994, reformuló a 5uu's con Drake y Sanjay Kumar. En 1995 Kerman and Drake se trasladan a una granja vacía en Caudeval propiedad del exbaterista de Henry Cow, Chris Cutler y de la ingeniero de sonido EM (Maggie) Thomas. Kerman y Drake emprendieron la tarea de renovar y convertir la granja, que fue llamada Studio Midi-Pyrenees. 
En 1996 Kerman se une a la banda holandesa avant-garde Blast, graba un álbum y parte en gira por Europa y América del Norte con ellos.
En el 2000 Kerman emigra a Tel Aviv, Israel dónde forma un equipo con el ingeniero y productor Udi Koomran para continuar el trabajo con 5uu's. Utiliza mucho de tu tiempo también trabajando para la Batsheva Dance Company de Israel. En el 2002 Kerman y Koomran comienzan una nueva banda en Israel llamada Ahvak -que en hebreo significa "Polvo"- en un estilo similar al de U Totem y Thinking Plague. Ahvak toca en el Festival Tritonale Festival en París en el 2004 y publica un álbum llamado Ahvak ese mismo año.
En el 2002 Kerman escrobió una serie de editoriales sobre rock progresivo para Exposé, una publicación periódica estadounidense sobre música. Se titularon: "Earth to Josh: Prog Is Dead" (Exposé #25, September 2002), "The Further Adventures of Josh" (Exposé #26, February 2003) and "The continuing story of Josh" (Exposé #27, August 2003).
En el 2003 regresó a Denver dónde participa como invitado en A History of Madness de Thinking Plague. 
También establece allí y en ese año RēR USA distribuidora norteamericana del sello independiente británico Recommended Records de Chris Cutler. En el 2006 creó el sello propio para Estados Unidos de RēR USA, AD Hoc Records.
En el In 2007 se unió a "Bob Drake's Cabinet of Curiosities", una banda en vivo incluyendo a Drake (guitarra, voces, violín, banjo), David Campbell (guitarra, bajo, voces) and Kerman (batería), más algunos pocos músicos invitados para cada actuación. En junio de 2007 tocaron en NEARfest en Pensilvania siendo los invitados Olivier Tejedor (teclados) and Lynnette Shelley (voces).
En abril de 2008 Kerman se vuelve a integrar a Thinking Plague tras siete años de ausencia. Durante ese mes la banda actuó una serie de conciertos en París, Fráncfort del Meno, Ginebra, Milán y en el Festival Gouveia, en Portugal.

## Discografía
con 5uu's
- Bel Marduk & Tiamat (1986, LP, U:r Records, U.S.A.)
- Elements (with Motor Totemist Guild) (1988, LP, Rotary Totem Records, U.S.A.)
- Hunger's Teeth (1994, CD, Recommended Records, Reino Unido)
- Crisis in Clay (1997, CD, Recommended Records, Reino Unido)
- Regarding Purgatories (2000, CD, Cuneiform Records, U.S.A.)
- Abandonship (2002, CD, Cuneiform Records, U.S.A.)
- Tel Aviv Construction Events 1-3 (2004, EP sólo para ser bajado en línea, Recommended Records, U.S.A.)[9]

con U Totem
- U Totem (1990, CD, Cuneiform Records, U.S.A.)
- Strange Attractors (1994, CD, Cuneiform Records, U.S.A.)

con Present
- Live (1996, CD, Cuneiform Records, U.S.A.)
- No 6 (1999, CD, Carbon 7, Bélgica)
- High Infidelity (2001, CD, Carbon 7, Bélgica)
- A Great Inhumane Adventure (2005, CD, Cuneiform Records, U.S.A.)

con Blast
- Stringy Rugs (1997, CD, Cuneiform Records, U.S.A.)

con Thinking Plague
- In Extremis (1998, CD, Cuneiform Records, U.S.A.)
- Upon Both Your Houses (en vivo en NEARfest, 2000) (2004, CD, NEARfest Records, U.S.A.)

con Ahvak
- Ahvak (2004, CD, Cuneiform Records, U.S.A.)